# 발신자 ID
발신자 ID(Caller ID)는 VoIP(Voice over IP)를 포함하여 아날로그 및 디지털 전화 시스템에서 사용할 수 있는 전화 서비스로, 통화가 설정될 때 발신자의 전화 번호를 수신자의 전화 장비로 전송한다. 발신자 표시 서비스는 CNAM(Calling Name Presentation)이라는 서비스에서 발신 전화번호와 관련된 이름을 전송하는 것을 포함할 수 있다. 이 서비스는 1993년 ITU-T(International Telecommunication Union - Telecommunication Standardization Sector) 권고 Q.731.3에서 처음 정의되었다.
서비스에서 수신된 정보는 전화기 디스플레이 화면, 별도로 부착된 장치 또는 전화와 텔레비전 서비스가 동일한 공급업체에 의해 제공되는 경우 케이블 텔레비전 세트와 같은 기타 디스플레이에 표시된다. 사회에 대한 가치에는 자살 예방 핫라인(추가 설명 필요)의 사용과 "피자 레스토랑 및 꽃집"과 같은 기업이 전화 주문에 대해 신속하게 확신을 가질 수 있도록 하는 것이 포함된다. 고객은 자신의 전체 이름이 표시되는지 또는 첫 번째 이니셜만 표시되는지 여부를 제어할 수 있으며, 초기 목록이 생성될 때 수수료를 피하기 위해 선택해야 한다.
CID, 발신선식별(CLI, CLID), 발신번호전달(CND), 발신번호식별(CNID), 발신선식별프리젠테이션(CLIP), 통화 표시 등 유사한 용어로도 알려져 있는 발신자 표시 서비스, 기업에서 널리 사용되는 전화 시스템인 센트렉스(Centrex)에서는 외부 발신자가 교환원을 거치지 않고도 내선 번호로 전화를 걸 수 있다.